# Joseph Feyerabend
Joseph Feyerabend (* 1493 in Schwäbisch Hall; † 23. Februar 1543 in Ansbach) war Jurist und Reformator, erster protestantischer Stiftsdekan in Ansbach und erster protestantischer Propst in Feuchtwangen.

## Familie
Feyerabend (alternative Schreibweise: „Feierabend“) stammte aus einer Schwäbisch Haller Bürgerfamilie. Sein Vater Heinrich Vyeraubent (ca. 1439–1515) war, ebenso wie sein ursprünglich wohl aus Uttenhofen stammender Großvater Konrad Vyeraubent († 1472), Ledergerber gewesen. Feyerabends Mutter war Elisabeth Bechstein. Der Heilbronner Syndikus und Lateindichter Stephan Feyerabend war sein Neffe, der Frankfurter Drucker und Verleger Sigmund Feyerabend der Urenkel seines Onkels.

## Feyerabend als Fürstlicher Rat
Nach Rechtsstudium und Promotion 1518 war Feyerabend als Canonicus und Scolasticus in Ansbach bzw. als Obergerichtsassessor und fürstlicher Rat des Markgrafen Georg von Brandenburg-Ansbach (1515–1543) tätig, der sich seinerseits bereits seit 1524 entschieden für die Reformation einsetzte und seinen Bruder Albrecht von Preußen bewog, den Ordensstaat Preußen in ein weltliches Herzogtum umzuwandeln.
Feyerabend unternahm im Jahre 1530 im Auftrag des Markgrafen und in Begleitung des Rigischen Sekretärs Anton Morgenstern eine Reise nach Rom, um die Konfirmation des vom Markgrafen geförderten Elekten von Riga durch Papst Clemens VI. zu erreichen. Der Vatikan verlangte hierfür jedoch neben dem Förderungsschreiben des Königs von Polen auch einen größeren als den vereinbarten Geldbetrag. Die Rückkehr der Gesandten verzögerte nach einer lebensgefährlichen Fiebererkrankung Feyerabends und dem Verkauf ihrer Pferde um mehrere Monate.
Feyerabend war Mitglied des Landtagsausschusses und ist 1534 als Beisitzer des Hofgerichts erwähnt.

## Feyerabend als Dekan und Propst
Feyerabend wurde 1535 von Markgraf Georg zunächst als erster protestantischer Dekan des 1528 durch einen Landtagsbeschluss zusammen mit der Markgrafschaft der evangelisch-lutherischen Reformation beigetretenen Kollegiatstifts St. Gumbert in Ansbach eingesetzt (bis 1540).
Nachdem im Jahre 1540 der letzte katholische Propst des Benediktinerstifts Feuchtwangen, Johannes Knorz, verstorben war, präsentierte Markgraf Georg zusammen mit seinem Neffen Albrecht II. von Brandenburg-Kulmbach am 29. Juli 1540 Joseph Feyerabend als dessen (nun evangelischen) Nachfolger, um die neue Kirchenordnung durchzusetzen, nachdem sich die katholischen Chorherren noch an den Bischof von Augsburg um Hilfe gewandt hatten.
Der Stift musste akzeptieren und Feierabend beschwor am 9. Mai 1541 dessen Satzungen.
Joseph Feyerabend verstarb am 23. Februar 1543 in Ansbach, sein Nachfolger als Propst wurde Valentin Kieser. Nach dem Tode des folgenden und letzten Propstes Sigmund Hasentaler wurde das Stift 1563 eingezogen, sein Vermögen fiel an den Markgrafen.

## Nachlass
Feyerabend selbst hinterließ keine Kinder, hatte aber am 16. November 1542 eine lutherische Stiftung für studierende Nachkommen seiner Geschwister gegründet. Es handelt sich um die größte Haller Familienstiftung.
Zudem hat er von Kaiser Maximilian I. für sich und seine Verwandtschaft einen zu Innsbruck am 4. Oktober 1515 ausgestellten Wappenbrief erwirkt.
In der Stiftskirche St. Gumbertus befindet sich eine von Pankraz Labenwolf (1492–1563) nach einem geschnitzten Relief von Peter Flötner in Messing gegossene Gedenktafel für Joseph Feyerabend aus dem Jahre 1543, für welche die Künstler ihr für den silbernen Sigismundaltar in der Kathedrale von Krakau geschaffenes Relief Die Anbetung der Hirten als Modell nutzten.